# Barvínkove
Barvínkove (en ucraniano: Барвінкове) es una ciudad ucraniana perteneciente al óblast de Járkov. Situada en el noreste del país, es parte del raión de Izium y centro del municipio (hromada) de homónimo.

## Toponimia
El nombre de la ciudad en otros idiomas de importancia local es Barvínkovo (en ruso: Барвинково).

## Geografía
Barvínkove se encuentra a orillas del río Suji Torez, 132 kilómetros al sureste de Járkov.  

## Historia
Barvínkove se mencionó por primera vez en 1653, fundado en el siglo XVII por el líder cosaco Iván Barvinok (por el que recibe su nombre) con el objetivo de colonizar tierras baldías. El pueblo recibió el estatus de slobodá en el siglo XVIII. Barvínkove también tomó parte activa en la rebelión de Bulavin liderado por Kondrati Bulavin.
Con la abolición de la servidumbre y la conexión al ferrocarril en 1869, el lugar floreció. Los cosacos de Barvínkove se distinguieron durante la guerra ruso-turca de 1877-1878. Antes de la Primera Guerra Mundial, en Barvinkove vivían 24.000 personas, había una escuela comercial, varias escuelas y dos iglesias ortodoxas.  
Barvínkove es uno de los distritos donde operaban las unidades de Néstor Majnó durante la guerra civil rusa. Desde diciembre de 1922, la ciudad forma parte de la RSS de Ucrania dentro de la URSS. La localidad también sufrió el Holodomor (1932-1933), con un número de víctimas establecidas de 489 personas. En 1938 se le concedieron los derechos de ciudad. 
Durante la Segunda Guerra Mundial, la ciudad sufrió mucho por las hostilidades y fue uno de los lugares de la batalla de Járkov. Por aquí pasó el frente de guerra seis veces, siendo de particular importancia el desastre de las tropas soviéticas en la segunda batalla de Járkov de mayo de 1942.
Después del final de la guerra, el 92.º batallón ferroviario de vía separada estuvo estacionado constantemente en la ciudad, hasta que en 1992 fue trasladado a la ciudad de Konotop. El batallón participó en la eliminación de las consecuencias del accidente de la central nuclear de Chernóbil.
Hasta el 18 de julio de 2020, Barvínkove. fue el centro administrativo del raión de Barvínkove. El raión se abolió en julio de 2020 como parte de la reforma administrativa de Ucrania, que redujo el número de rayones del óblast de Járkiv a siete. El área del raión de  Barvínkove. se fusionó con raión de Izium.
Desde finales de mayo de 2022, Barvínkove ha sido el teatro de la invasión rusa de Ucrania.

## Demografía
La evolución de la población de Barvínkove entre 1939 y 2022 fue la siguiente:
| 16 633                                                        | 13 476 | 15 318 | 15 241 | 14 889 | 12 998 | 9290 | 8534 | 7840 |
| (Fuente: Cities & Towns of Ukraine y UKRAINE: Größere Städte) |        |        |        |        |        |      |      |      |

## Infraestructura

### Transporte
Por Barvínkove discurre por la autopista E40, que coincide con la M03 y se convierte en T-2122. En Barvínkove hay una estación de trenes en la línea férrea.